# Жан IV (Брабант)
Йохан IV или Жан IV (на немски: Johann IV. von Brabant; на френски: Jean de Bourgogne, * 11 юни 1403, Арас, † 17 април 1427, Брюксел) от род младия Дом Бургундия, е херцог на Брабант и Лимбург (1415 – 1427), маркграф на Антверпен (1415 – 1427), граф на Хенегау, Холандия и Зеландия (1418 – 1427).

## Произход и наследяване
Той е най-възрастният син и наследник на херцог Антон († 1415) и първата му съпруга Йохана от Люксембург († 1407).
На 31 юли 1417 г. Жан IV се сгодява за братовчедката си Якоба Баварска (1401 – 1436), графиня на Хенегау, Холандия и Зеландия, и се женят през 1418 г.
През 1425 г. той основава университета в Льовен.
Жан IV умира на 17 април 1427 г. бездетен. Неговият по-малък брат Филип го наследява. Йохан е погребан до неговия баща и брат му Филип (1404 – 1430) в „Св. Йоан Евангелист“ в Тервьорен.
През 1430-те години неговата и на съпругата му собственост е наследена от братовчед им Филип III Добрия, херцог на Бургундия.